# Haynesite
La haynesite è un minerale. Prende il nome dal signor Patrick Haynes, geologo, originario del Colorado, che ora vive nel New Mexico. Esplorò vecchie miniere nella cintura di Uravan e scoprì diverse nuove specie minerali tra cui codesta. Haynesite è radioattivo come definito nel 49 CFR 173.403. Superiore a 70 Bq / grammo.